# Setodes kantyamrita
Setodes kantyamrita är en nattsländeart som beskrevs av Schmid 1987. Setodes kantyamrita ingår i släktet Setodes och familjen långhornssländor. Inga underarter finns listade i Catalogue of Life.